# Unione Patriottica (Estonia)
L'Unione Patriottica (in estone: Isamaaliit), anche nota come Unione Pro Patria, fu un partito politico estone di orientamento conservatore.
Venne fondato nel 1995 a seguito della confluenza tra due soggetti distinti:
- il Partito della Coalizione Nazionale della Patria (Rahvuslik Koonderakond Isamaa), nato nel 1992 come alleanza elettorale e divenuto nel 1994 un unico soggetto politico;
- il Partito dell'Indipendenza Nazionale Estone (Eesti Rahvusliku Sõltumatuse Partei), fondato nel 1988.

## Storia
L'Unione Patriottica si presentò per la prima volta alle elezioni parlamentari del 1995, in cui ottenne il 7,9%. Il risultato fu nettamente inferiore a quello che i due partiti fondatori conseguirono alle precedenti elezioni parlamentari del 1992: in tale occasione, infatti, il Partito della Coalizione Nazionale della Patria ottenne il 22%, riuscendo ad esprimere il proprio leader Mart Laar come Primo ministro; il Partito dell'Indipendenza Nazionale Estone conseguì l'8,8%.
L'Unione Patriottica accrebbe i suoi consensi alle elezioni parlamentari del 1999, quando ottenne il 16,1%; Mart Laar tornò ad essere Primo ministro tra il 1999 e il 2002. Alle successive elezioni parlamentari del 2003 il partito ottenne il 7,3% mentre, alle elezioni europee del 2004, arrivò al 10,5%.
Nel 2007 il partito si fuse con Res Publica per dar vita ad una nuova formazione politica, Unione Patria e Res Publica; questa, nel 2018, avrebbe infine assunto la denominazione Patria.